# Йонас Довідайтіс
Йо́нас Довіда́йтіс (лит. Jonas Dovydaitis; *12 липня 1914, Вільнюс, Російська імперія — 20 вересня 1983, там же, Литовська РСР, СРСР) — литовський льотчик, планерист, журналіст, письменник.

## Життєпис
Батько, підписант Акту про незалежність, прем'єр-міністр Пранас Довідайтіс, брат журналіст, планерист Вітаутас Довідайтіс.
У 1933—1938 роках відвідував Нідську планерну школу і був одним із перших литовських планеристів, які отримали найвищу кваліфікацію пілота «С». 1937 року закінчив Каунаське авіаційне училище, 1938-го Каунаське вище технічне училище. В 1938 році у змаганнях з пілотування вищого класу, що проходили під час Литовської національної олімпіади, переміг в обов'язкових та довільних змаганнях з фігур. У 1939 році разом з командою став чемпіоном країн Балтії. На жаль, у 1940 році литовцям заборонили брати участь у міжнародних змаганнях.
Працював пілотом Литовського аероклубу. 1940—1941 роки — Генеральний секретар Литовського аероклубу.
1939—1940 роки у 1940—1941 рр. редагував журнал «Lituvos Sparnai». авіаційний спортивний журнал «Народні крила». 1941 року арештований разом з батьком, до 1944 року ув'язнений у Каргополі, Гороський табір (Архангельська область).
1944-1947 роки працював у газеті «Tiesa», 1948—1950 в редакціях журналу «Швитурис», 1968—1970. Редактор журналу «Спарнай».
Член Спілки кінематографістів СРСР, Спілки письменників СРСР, Товариства автолюбителів ЛитРСР.

## Творчість
Друкувати твори почав у 1925 році у дитячих періодичних виданнях. В 1938 році написав п'єсу для аматорської сцени «Geležinis trejetas» («Залізна трійка»).
Після Другої світової війни публікував оповідання, п'єси та етюди, які пропагували соціалізм. Написав перший литовський роман за канонами соціалістичного реалізму «Dideli įvykiai Naujamiestyje» («Великі події в Новому місті»).
Автор сценарію фільму «Тільтас» (Литовська кіностудія художніх і хронікальних фільмів, режисер Борисас Шрайберіс, 1956).

## Визнання
- Заслужений діяч культури ЛитРСР (1964)
- премія Ленінського комсомолу Литви (1976) — за книгу оповідань «Лист під водою» та книгу повістей «Портрети льотчиків».[5]
- Орден Трудового Червоного Прапору[6]